# Bystřice (Hroznětín)

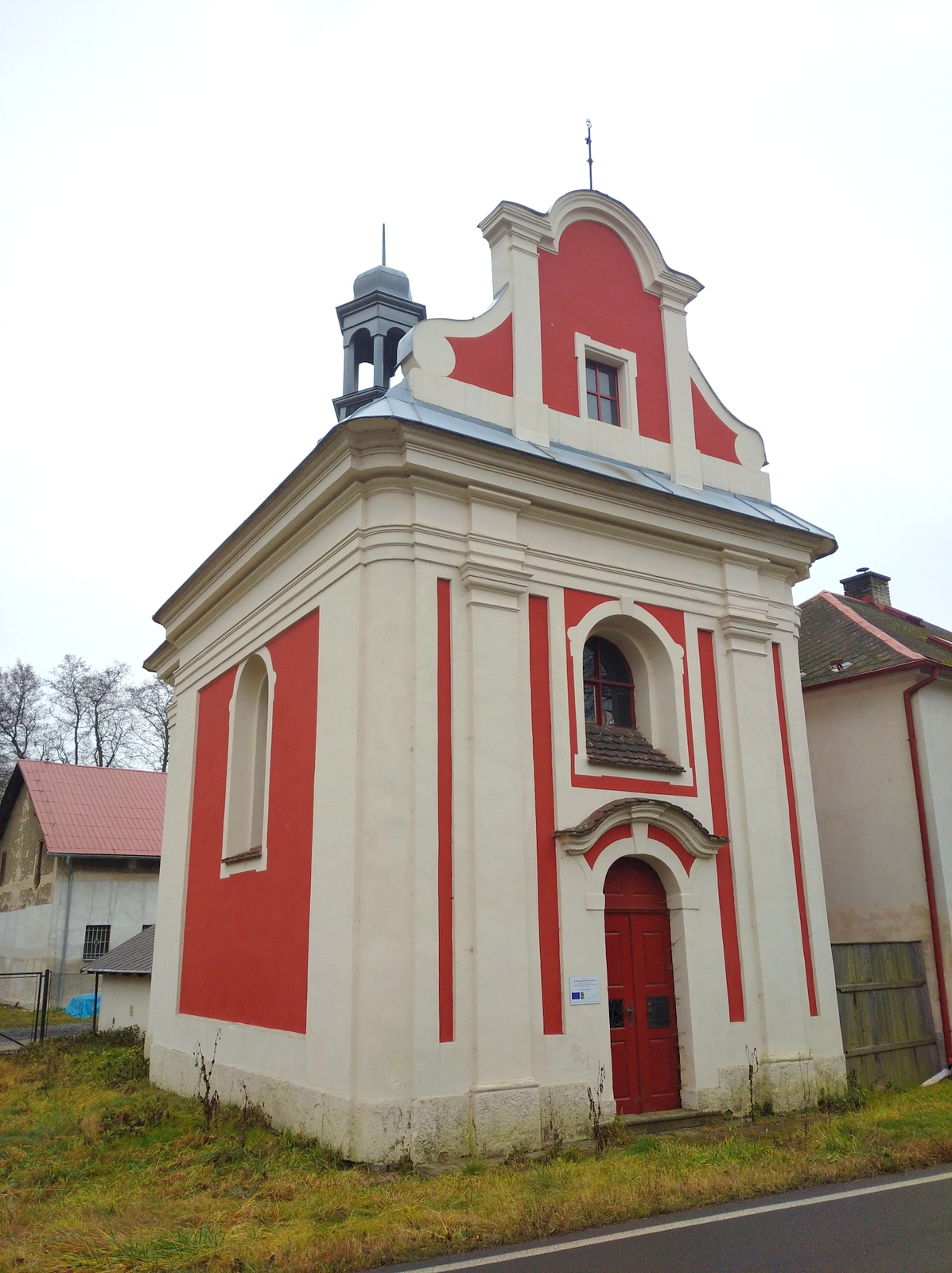
Kapelle St. Johannes Nepomuk

Bystřice (deutsch Langgrün) ist ein Ortsteil der Gemeinde Hroznětín (Lichtenstadt) im Karlovarský kraj in Tschechien.

## Lage
Bystřice liegt etwa 2 Kilometer östlich von Hroznetin (Lichtenstadt). Nachbarorte sind Hluboký (Tiefenbach) im Norden, Velký Rybník (Groß Teich) im Südwesten und Kfely (Gfell) im Osten.

## Geschichte
Der Ortsname verweist auf eine Gründung durch deutsche Siedler als Waldhufendorf. Die Ersterwähnung erfolgte 1456. Langgrün gehörte früher zur Herrschaft Schlackenwerth und war zur Pfarrkirche in Bergles gepfarrt. 1768 stiftete Joseph Schmidt in Langgrün eine Kapelle und Schule und stattete sie mit einem Grundkapital von 2000 fl. aus. 1847 zählte das Dorf 29 Häuser mit 171 Einwohnern, eine Schule, eine Kapelle und eine Mühle.
1849 wurde die Erbuntertänigkeit und die Patrimonialgerichtsbarkeit aufgehoben und Langgrün 1850 dem Gerichtsbezirk Karlsbad zugeteilt. Im Zuge der Trennung der politischen von der judikativen Verwaltung gehörte Langgrün ab 1868 zum Bezirk Karlsbad und nach der Annexion des Sudetenlandes von 1938 bis 1945 zum Landkreises Karlsbad des Deutschen Reiches. Nach Beendigung des Zweiten Weltkrieges wurde Langgrün in Bystřice umbenannt und dem Okres Karlovy Vary zugeordnet. Zu dieser Zeit wurde ein großer Teil der deutschen Bevölkerung vertrieben.

## Sehenswürdigkeiten
- Kapelle St. Johannes Nepomuk